# Wendy Fraser
Wendy Katrina Fraser (* 23. April 1963 in Bukoba, Tansania) ist eine ehemalige britische Hockeyspielerin. Sie war Olympiadritte bei den Olympischen Spielen 1992.

## Leben
Wendy Fraser gehörte zur schottischen Nationalmannschaft, die bei der Weltmeisterschaft 1986 den zehnten Platz belegte. Sie wirkte in allen sechs Spielen mit und erzielte ein Tor gegen Spanien. Bei den Olympischen Spielen 1988 in Seoul trat sie mit der britischen Nationalmannschaft an. Die Britinnen erreichten in der Vorrunde den zweiten Platz hinter den Niederländerinnen. Nach einer 2:3-Halbfinalniederlage gegen die australische Mannschaft trafen die Britinnen im Spiel um Bronze wieder auf die Niederländerinnen und unterlagen mit 1:3.
Vier Jahre später bei den Olympischen Spielen 1992 in Barcelona belegten die Britinnen in der Vorrunde den zweiten Platz hinter den Südkoreanerinnen. Nach einer 1:2-Niederlage gegen die Deutschen im Halbfinale spielten die Britinnen gegen die Südkoreanerinnen um Bronze und gewannen mit 4:3 nach Verlängerung.
Wendy Fraser spielte für den Verein Glasgow Western.